# Johannes Kunze (NS-Funktionär)
Johannes Kunze (* 7. April 1909 in Neusalza; † nach 1943) war ein deutscher Lehrer und nationalsozialistischer Jugendfunktionär.

## Leben
Zum 1. Mai 1933 trat Kunze der NSDAP bei (Mitgliedsnummer 2.962.638). Er war SA-Mitglied und bis Februar 1934 SA-Scharführer. Er war Lehrer von Beruf und bis April 1937 in Sachsen im Schuldienst, wo er unter anderem auch Ortsgruppenamtsleiter des Nationalsozialistischen Lehrerbunds war. Im Januar 1941 wurde er zum Stammführer bei der Hitler-Jugend (HJ) ernannt. Bis November 1942 war er für die Auslandsorganisation der NSDAP in Managua/Nicaragua tätig. Im März 1943 wurde Kunze als Oberstammführer (entsprechend einem Oberstleutnant) zum Chef der HJ-Landesjugendführung Serbien in Belgrad ernannt. In seiner Amtszeit fand u. a. der erste Kulturtag der Deutschen Jugend in Banat und Serbien am 22./23. Mai 1943 in Großbetschkerek statt.
Sein weiteres Schicksal ist unbekannt.